# شهرستان قرغان‌تپه
ناحیهٔ قرغان‌تپه (به ازبکی: Qoʻrgʻontepa tumani، قۉرغان‌تېپه تومنی)(به روسی: Кургантепинский район) یکی از ناحیه‌های استان اندیجان کشور ازبکستان است.

## تقسیمات کشوری
این ناحیه از ۲ شهر و ۵ سلساویت (شورای دهستان) تشکیل شده است که شامل ۵۳ روستا است:
- قرغان‌تپه، شهر
- قره‌سو، شهر
- چیمن (سلساویت)
- داردک  (روستا)
- قرغان‌تپه (سلساویت)
- ساوایی (سلساویت)
- سلطان آباد (روستا)[۲]

## طبیعت
این ناحیه در غرب با ناحیه جلال‌کودوک، در شرق و جنوب‌شرقی و شمال با قرقیزستان و در شمال‌غرب با ناحیه پخته‌آباد هم‌مرز است. مساحت آن ۴۸۰ کیلومترمربع  می‌باشد و آب و هوای این ناحیه از نوع اقلیم قاره ای است و متوسط دمای آن در ژانویه حدود -۲ تا -۳ درجه سلسیوس و در ژولای در حدود ۲۶.۶ درجه سلسیوس است. میزان بارش در این ناحیه در حدود ۲۵۰ الی ۴۰۰ میلیمتر در سال و عمدتاً در فصل زمستان و بهار می‌باشد. گرگ، روباه و خارپشت از حیوانات وحشی هستند که در این ناحیه می‌توان یافت. علاوه بر اینها، انواعی از خزندگان و جوندگان و پرندگان و همچنین ماهی (در آبگیرها) نیز در این ناحیه می‌توان یافت.

## جمعیت
جمعیت این ناحیه در سال ۲۰۲۴ برابر با ۲۳۰٬۴۰۰ نفر بوده‌است که عمدتاً ازبک می‌باشند. علاوه بر آن جمعیت‌هایی از تاجیک و روس و قرقیز و قزاق و اندکی از اقوام دیگر نیز در آن زندگی می‌کنند.